# Turmhügel Löhlitz
Der Turmhügel Löhlitz ist eine abgegangene mittelalterliche Turmhügelburg (Motte) und Wasserburg nahe dem Schmierbach am südlichen Ortsrand von Löhlitz, einem heutigen Stadtteil von   Waischenfeld im Landkreis Bayreuth in Bayern.
Reste der Turmhügelanlage, die in einem später darauf errichteten Haus mit Wirtschaftsgebäude und Backofen enthalten sind, weisen auf einen Rundturm hin. Der Wassergraben wurde von einem Rinnsal aus der sich östlich anschließenden Aue gespeist. Reste des Ringwalls sind noch sichtbar.